# Soutien logistique des forces armées russes
Le soutien logistique des forces armées russes (russe : Материально-техническое обеспечение Вооружённых сил Российской Федерации) ou MTO sont un système unifié d'organes de commandement et de contrôle, d'institutions et d'autres organisations militaires qui fournissent un soutien technique et logistique à toutes les branches des forces armées russes. Le système MTO des forces armées russes combine 2 types de soutien global auparavant indépendants : technique et logistique, qui existaient tous deux dans la structure de l'arrière des forces armées russes jusqu'à sa dissolution en 2010. La gestion du soutien logistique est confiée aux organes centraux du commandement militaire, subordonnés au vice-ministre de la Défense, le colonel-général Mikhaïl Mizintsev,.
Le vice-ministre de la Défense chargé de la logistique, le général d'armée Dmitri Boulgakov, est remplacé par le colonel-général Mikhaïl Mizintsev, ancien chef du Centre de gestion de la défense nationale du ministère de la Défense. Le 30 avril 2023, Alexeï Kouzmenkov est nommé à la tête de ce poste.

## Composition
Structure du bureau central du département logistique des forces armées de Russie :
- Quartier général de la logistique des forces armées de la fédération de Russie
- Département d'appui aux transports du ministère de la Défense
- Département de la maintenance opérationnelle et de la fourniture de services publics aux unités et organisations militaires du ministère de la Défense
- Direction de l'Alimentation du ministère de la Défense
- Direction principale des blindés du ministère de la Défense
- Direction principale des missiles et de l'artillerie du ministère de la Défense
- Direction principale du chef des troupes ferroviaires
- Département de métrologie des forces armées russes

### Les établissements d'enseignement
La formation des spécialistes MTO est assurée par l'académie militaire de logistique.

### Structure
Les troupes relevant du MTO comprennent :
- les troupes routières russes ;
- les troupes ferroviaires russes ;
- les troupes de pipeline russes.

En plus des unités organiques (un bataillon de logistique et de réparation pour chaque division et brigade, ainsi qu'une compagnie pour chaque régiment), douze brigades sont chargées de la logistique au niveau des districts, à raison d'une par armée. Chacune de ces brigades comprend deux bataillons automobiles (camions et remorques pour véhicules), deux bataillons de réparation, un bataillon de pontonniers, un bataillon de pipelines, un bataillon de régulation du trafic (« de commandants de route »), une compagnie de ravitaillement en carburant, une compagnie d'approvisionnement en eau, ainsi que des services de cuisine, de boulangerie, de blanchisserie et de dépôts :
- 51e brigade de soutien logistique, unité n° 72152, à Saint-Pétersbourg (district militaire ouest : 6e armée) ;
- 69e brigade de soutien logistique, no 11385, à Dzerjinsk dans l'oblast de Nijni Novgorod (district militaire ouest : 1re armée de chars) ;
- 78e brigade de soutien logistique, no 11384, à Boudionnovsk dans le kraï de Stavropol (District militaire sud : 58e armée) ;
- 99e brigade de soutien logistique, no 72153, à Maïkop en Adyguée (district militaire sud : 8e armée) ;
- 101e brigade de soutien logistique, no 11388, à Oussouriïsk dans le kraï du Primorié (district militaire est : 5e armée) ;
- 102e brigade de soutien logistique, no 72155, à Sosnovy Bor en Bouriatie (district militaire est : 36e armée) ;
- 103e brigade de soutien logistique, no 72157, à Belogorsk dans l'oblast de l'Amour (district militaire est : 35e armée) ;
- 104e brigade de soutien logistique, no 11387, à Tchita dans le kraï de Transbaïkalie (district militaire est : 29e armée) ;
- 105e brigade de soutien logistique, no 11386, à Roshinski dans l'oblast de Samara (district militaire central : 2e armée) ;
- 106e brigade de soutien logistique, no 72154, à Iourga dans l'oblast de Kemerovo (district militaire central : 41e armée) ;
- 133e brigade de soutien logistique, no 73998, à Bakhtchyssaraï en Crimée (district militaire sud) ;
- 152e brigade de soutien logistique, no 80504, à Liski dans l'oblast de Voronej (district militaire ouest : 20e armée).
- 911e bataillon de soutien logistique, no 54366 (3e division) ;
- 1063e bataillon de soutien logistique, no 56166 (2e division) ;
- 1032e bataillon de soutien logistique, à Potchep dans l'oblast de Briansk (144e division) ;
- 1060e bataillon de soutien logistique, à Slobodka (106e division aéroportée) ;
- 1122e bataillon de soutien logistique (90e division de chars) ;
- 1682e bataillon de soutien logistique (76e division aéroportée) ;
- 1681e bataillon de soutien logistique, à Novorossiïsk (7e division aéroportée) ;
- 1683e bataillon de soutien logistique, à Ivanovo (96e division aéroportée) ;
- 1139e bataillon de soutien logistique (127e division) ;
- bataillon de soutien logistique (4e division de chars) ;
- bataillon de soutien logistique (18e division) ;
- bataillon de soutien logistique (19e division) ;
- bataillon de soutien logistique (20e division) ;
- bataillon de soutien logistique (42e division) ;
- bataillon de soutien logistique (47e division de chars) ;
- bataillon de soutien logistique (150e division).